# Szydłów (Święty Krzyż)
Szydłów is een dorp in het Poolse woiwodschap Święty Krzyż, in het district Staszowski. De plaats maakt deel uit van de gemeente Szydłów en telt 1076 inwoners.

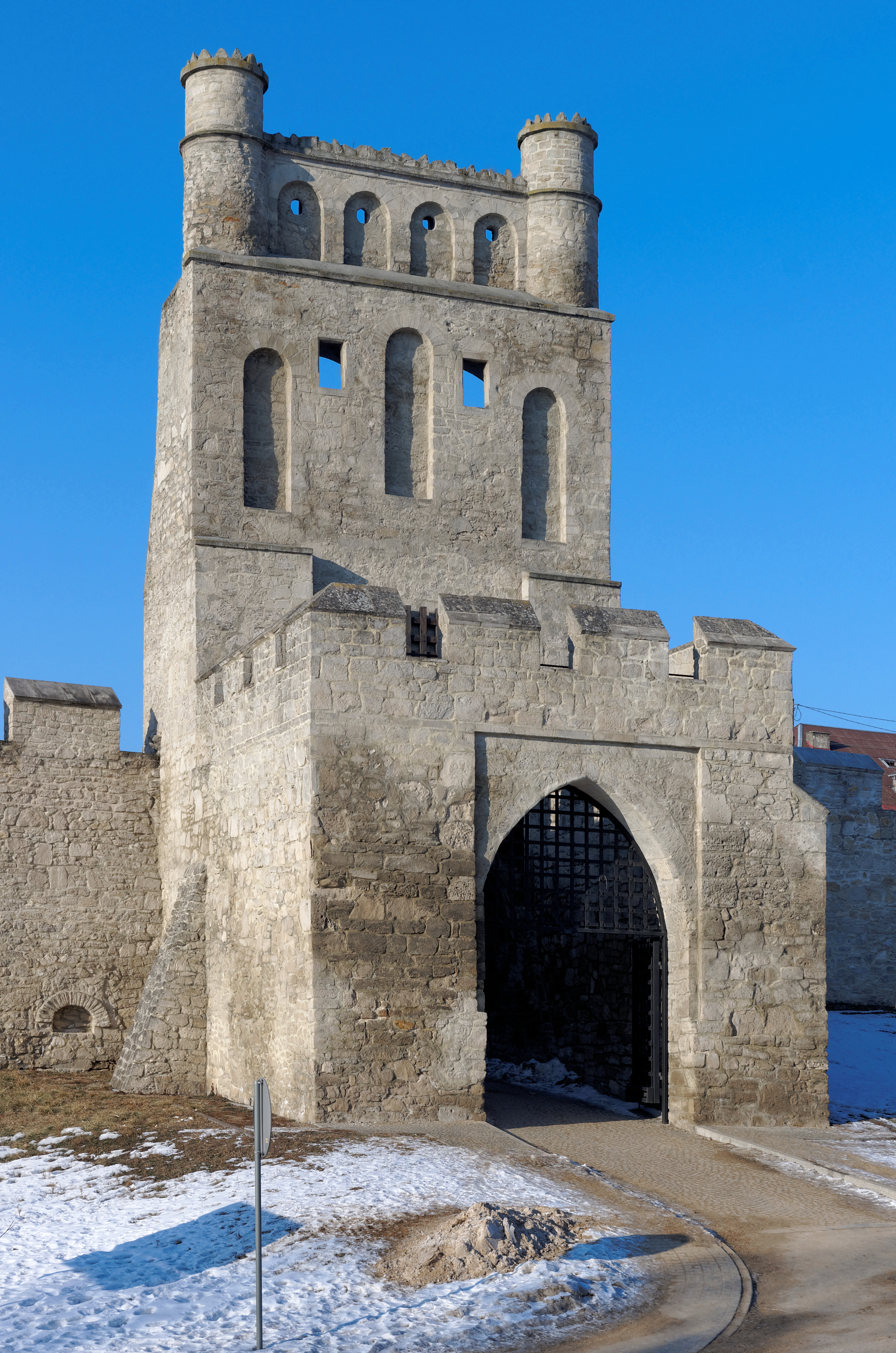
Krakauer Poort
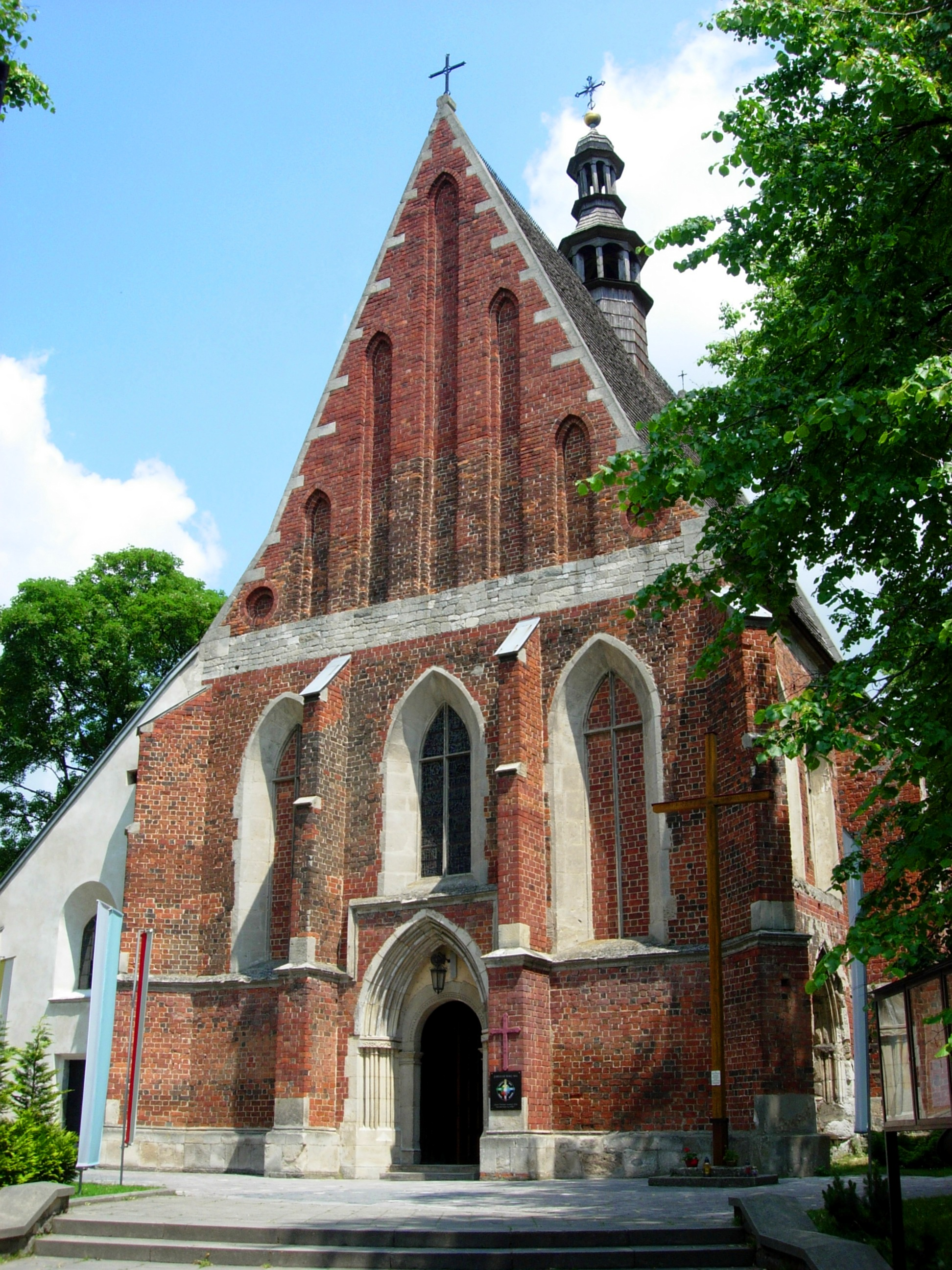
Sint Ladislauskerk (Kościół św. Władysława)
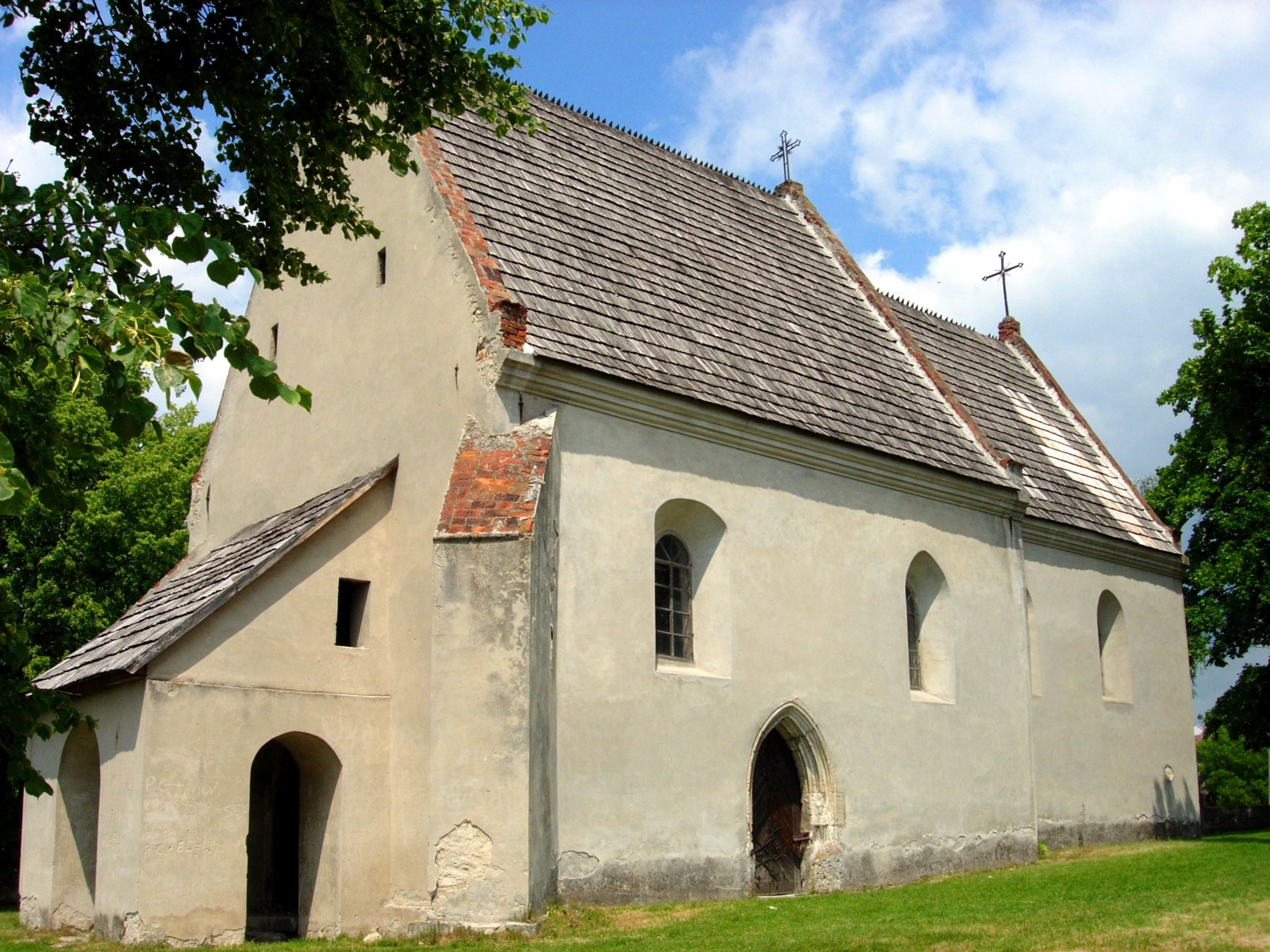
Allerheiligenkerk (Kościół Wszystkich Świętych)
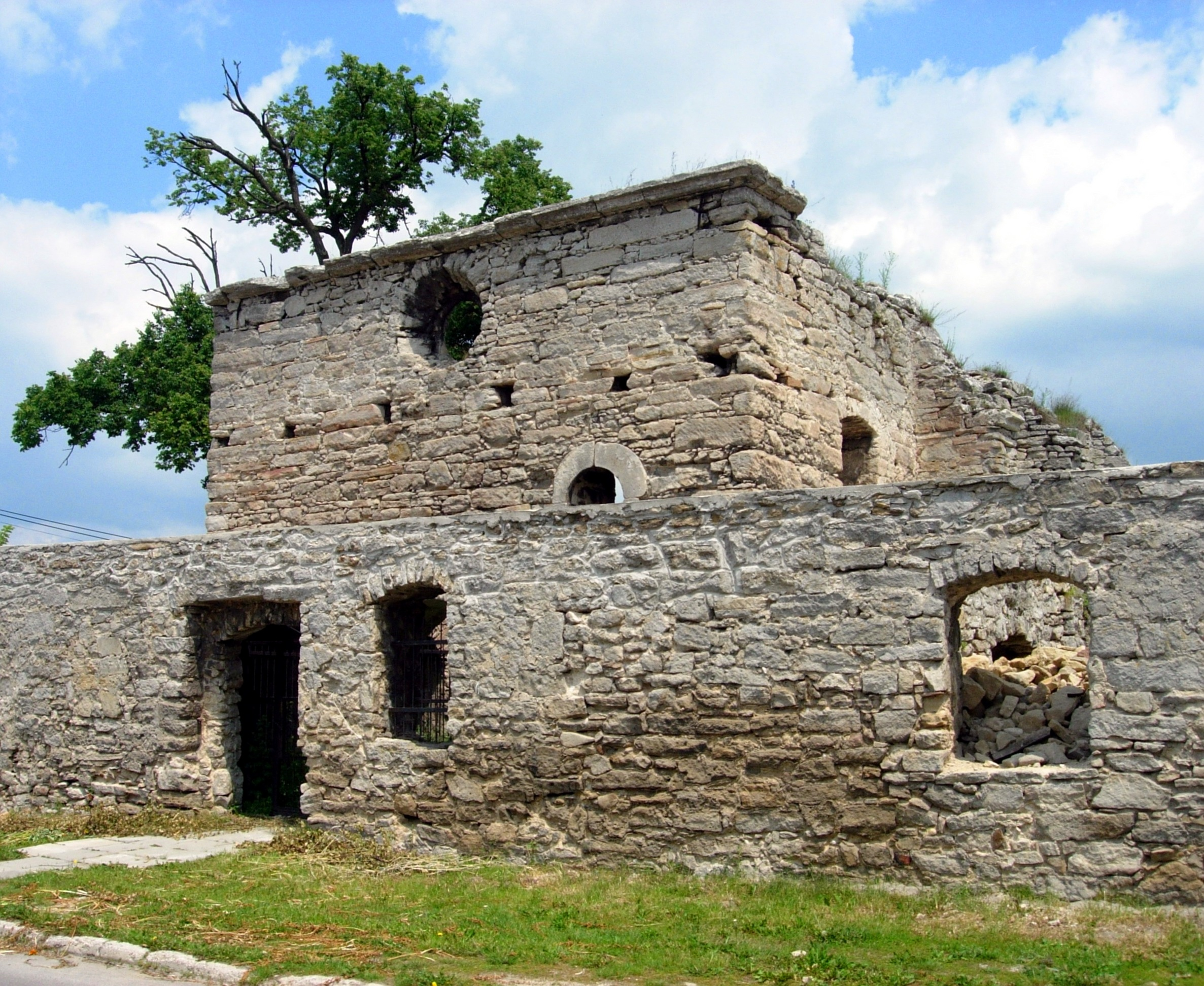
Ruïne van de Heilige Geestkerk